# Dawuntna Delant
Cet article court présente un sujet plus développé dans : Dawunt et Delanta.
Dawuntna Delant (qui signifie « Dawunt et Delant ») est un ancien woreda de la zone Semien Wollo (Nord Wollo) de la région Amhara, en Éthiopie. Son centre administratif était Wegel Tena.
L'ancien woreda se scinde entre ses composantes traditionnelles, Dawunt (en) à l'ouest et Delanta (en) à l'est, au plus tard lors du recensement de 2007,. Le woreda Delanta se détachera de la zone Semien Wollo et rejoindra la zone Debub Wollo (Sud Wollo) vers 2010[réf. souhaitée].
Les woredas Dawunt et Delanta se rattachent désormais respectivement aux zones Nord et Sud Wollo et n'ont plus d'unité administrative.